# Злочини на ґрунті ненависті

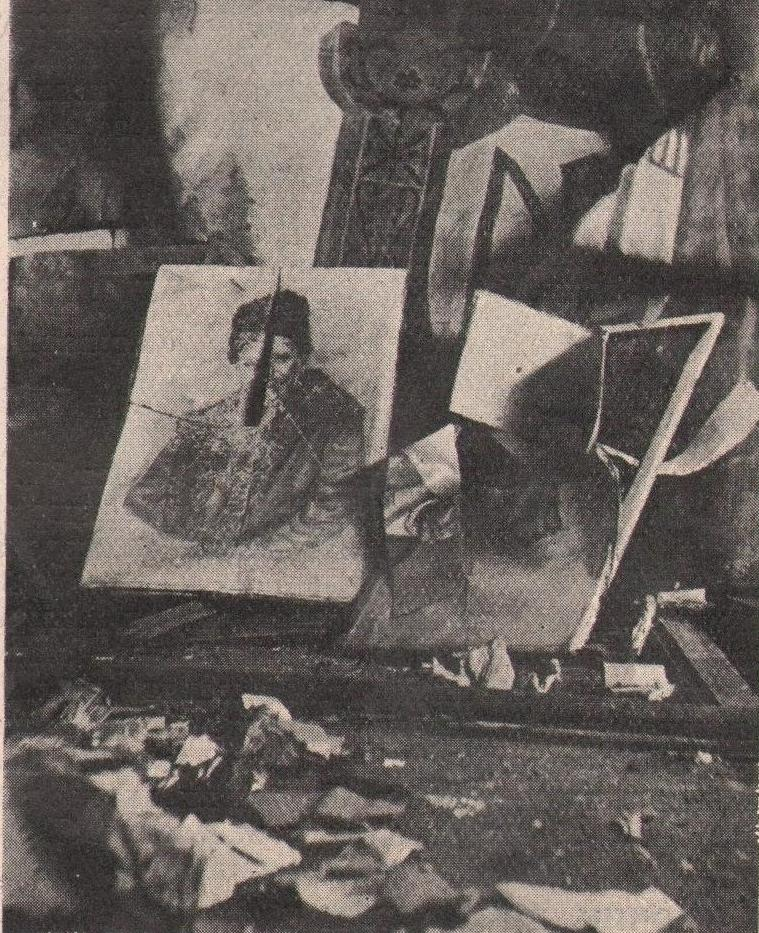
Знищені та пошкоджені українські національні символи і портрет Тараса Шевченка у читальні «Просвіта» с. Княгиничі. Злочин на ґрунті упередження за нац. ознакою під час «Пацифікації» українців польською владою

Злочини на ґрунті ненависті, Злочини ненависті (англ. Hate crimes) — насильство і протиправні діяння, яким передує знецінення, дегуманізація або профанація певних соціальних груп за ознаками національності, релігії, раси, кольору шкіри, мови, статі, сексуальної орієнтації, гендеру, фізичних ознак, релігії. Злочини на ґрунті ненависті завжди мотивуються упередженістю щодо якоїсь групи (як-от расизм, сексизм, гендерні стереотипи, гомофобія, ейджизм, ейблізм). Включають широкий спектр злочинів, як-от: геноцид, рабство, расизм, апартеїд, релігійне насильство, насильство проти жінок, гомофобне насильство.
Протиправні дії можуть полягати у вбивстві, фізичному нападі, сексуальному насильстві, пошкодженні майна, залякуванні, словесному приниженні, образливих написах і посланнях (мові ненависті).

## Термінологія
Концепція ЗнҐН (Hate crimes) набула поширення з другої половини 1980-х. Вважається, що вперше публічно озвученим (конгресменом і суддею Джоном Коньєсом) цей термін був на слуханнях у Конгресі США 1985 року. У 1990 році Конгрес прийняв «Hate Crime Statistics Act», який надав одне з перших визначень цього терміна: «будь-яке насильство, що спрямоване на представників груп, об'єднаних певною ідентичністю».
Єдина правова характеристика ЗнҐН наразі відсутня, національні законодавства тлумачать їх по-різному. Часто ЗнҐН також стають предметом різного і довільного трактування. Організація з безпеки та співробітництва в Європі визначає ЗНГН як: 
а) «будь-який злочин, зокрема проти життя, здоров'я або приватної власності, об'єкт якого був обраних через дійсний або уявний зв'язок потерпілого з групою, що характеризується спільними ознаками ідентичності, які перелічені у частині б); 
б) група може мати спільні ознаки: існуюча або уявна раса, національне або етнічне походження, мова, колір шкіри, релігія, стать, вік, психічні або фізичні особливості, сексуальна орієнтація або будь-який інший аналогічний фактор».

## Форми
Першу групу злочинів складають міжнародні злочини, такі як геноцид, апартеїд, расова дискримінація, рабство, насильство проти жінок, гомофобне насильство. Правова характеристика та зобов'язання державної протидії їм закріплені на рівні міжнародного права. Порушення цих зобов'язань тягнуть за собою міжнародно-правову відповідальність держави у відповідних міжнародних судах та трибуналах. 
Другу групу складають діяння в рамках національного кримінального права, суб'єктивна сторона якого характеризується наявністю мотиву ненависті та спеціального наміру заподіяння шкоди саме носію перелічених вище ознак (релігія, національність, раса тощо). Такі злочини мають несистемний характер і переслідуються національною кримінальною юстицією, не тягнучи міжнародно-правової відповідальності за умови доведеної сумлінності держави у виконанні зобов'язань з їх запобігання.
Класифікують злочини ненависті і на Расизм, Релігійне насильство, Гендерне насильство, Насильство на ґрунті гомофобії.

## Психологія злочинів ненависті

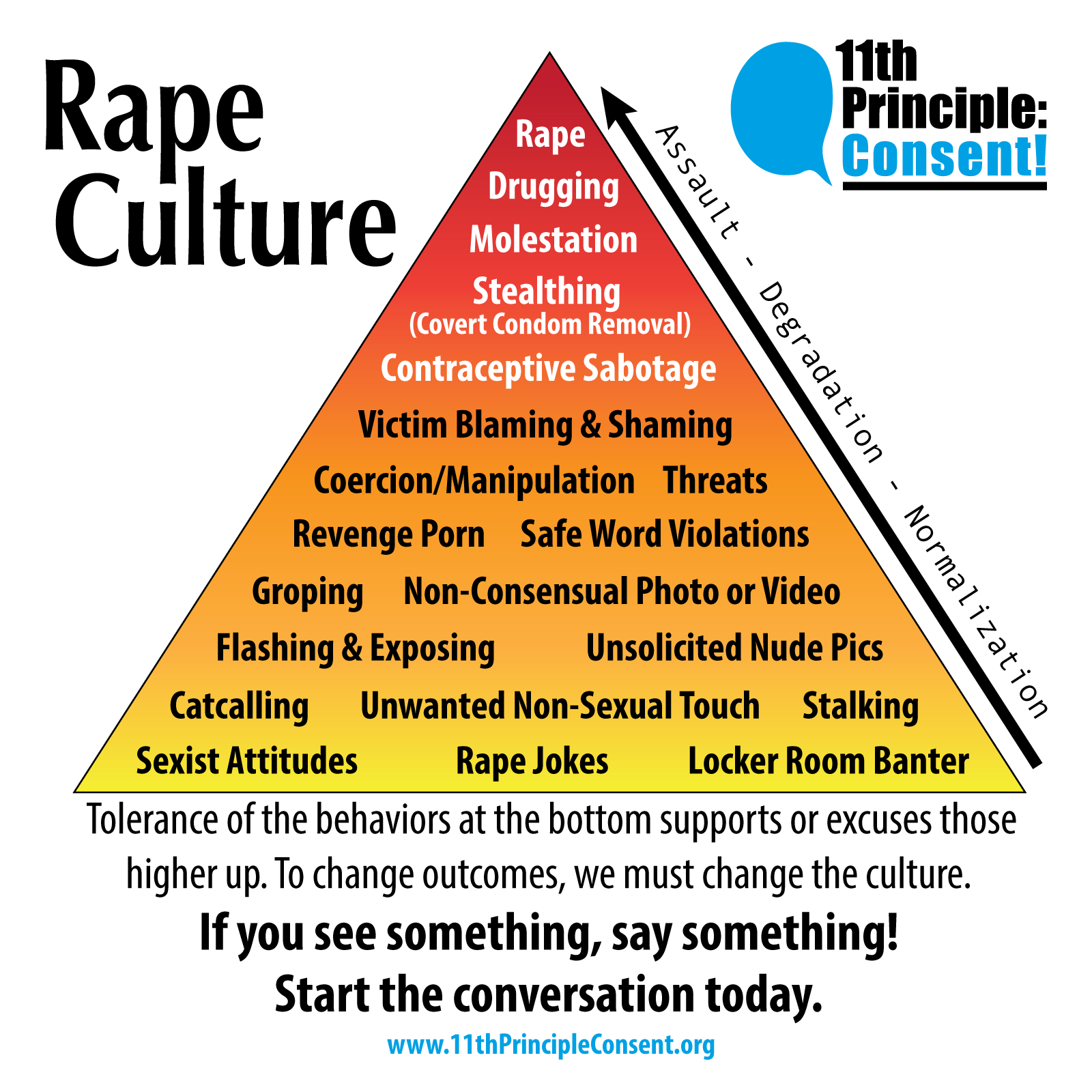
Схема культури згвалтування, яка уможливлює сексуальне насильство проти жінок та дівчат(ок)

Особливістю злочинів на ґрунті ненависті є їх мотиваційна основа. Саме вона відрізняє їх від інших хуліганських або кримінально осудних дій, котрі містять насильство. Загальним визначенням цієї мотивації є упередження, природа якого має глибокі соціальні корені в ідентичності (тому відчуття злочинності своїх дій притуплюється). Дж. Джекобс та К. Поттер: «злочини на ґрунті ненависті насправді пов'язані не стільки з ненавистю, скільки з упередженнями і забобонами».
Ідеологічні та психологічні маніпуляції з ідентичністю та упередженнями в певних групах (такі, як пропаганда) розпалюють негативне і вороже ставлення до груп з відмінними ознаками (статі, раси, національності, релігії, мови, сексуальної орієнтації...) через психологічні механізми стигматизації, іншування, дегуманізації й об'єктивації противника.
Особливістю ЗнҐН є ескалаційний потенціал, пов'язаний із тим, що злочинці часто вважають свої дії морально виправданими. Якщо громада не може ефективно покарати і засудити злочин, такі та інші потенційні злочинці вважатимуть за належне продовжувати свою діяльність, через що кількість злочинів на ґрунті ненависті зросте. Ескалація виникає, як правило, коли ті, хто починають з незначних правопорушень і кого вчасно не впіймали і не зупинили, надалі тяжіють до більш насильницьких дій. Відтак, навіть не дуже тяжкі злочини, вчинені з мотивів упереджень, небезпечні та потребують жорсткої реакції. ЗнҐН розвиваються по спіралі насильства, оскільки посилають дуже потужні сигнали: від ЗнҐН потерпають конкретні люди, а вся їхня громада чує сигнал. Якщо потерпілі та громади відчувають себе в небезпеці та не мають захисту від державних органів, вони імовірно вдадуться до помсти тим, кого звинуватять у нападах. Це може призвести до подальших протиправних дій і утворити спіраль насильства, котра призводить до серйозних масових явищ. Щоби розірвати це коло і повернути спокій громаді, до якої належать потерпілі, потрібні рішучі дії владних структур.

## Подолання
Правове поле, утворене поняттям «Злочину ненависті», дає можливість значно гуманізувати міжлюдські взаємини та сприяти повноцінному розвитку кожної особи. Крім того, свідомість такого роду злочинів, дає можливість критично оцінити історичний досвід людства, часто позначений численними прикладами масового насильства і дискримінації, в тому числі і ініційованих та підтримуваних державою.